# سارا گیدین
سارا گیدیِن (گی. دی. یِن؛ متولد ۴ دسامبر ۱۹۷۱) سیاستمداری آمریکایی است که رئیس مجلس نمایندگان مین است. وی عضو حزب دموکرات از فریپورت است، وی نماینده حوزه ۴۸ در مجلس نمایندگان مین است که شامل بخشی از فریپورت و پونال در شهرستان کامبرلند است.
گیدین نامزد حزب دموکرات برای انتخابات سنای آمریکا در سال ۲۰۲۰ در مین است.

## اوایل زندگی، تحصیلات و شغل
گیدین در رود آیلند متولد و بزرگ شد. پدر وی، متخصص اطفال، اهل هند و مادرش، روانپزشک، ارمنی آمریکایی نسل دومی است. گیدین کوچکترین فرزند از میان چهار خواهر و برادر است که ملانی یکی از آن‌ها داستان‌نویس است. وی در سال ۱۹۸۹ از دبیرستان ایست گرینویچ در شرق گرینویچ، رود آیلند فارغ‌التحصیل شد. در سال ۱۹۹۴، وی لیسانس امور بین‌الملل از مدرسه امور بین‌الملل الیوت دانشگاه جورج واشینگتن در واشینگتن دی سی دریافت کرد وی به عنوان کارآموز سناتور کلیبورن پل در ایالات متحده کار کرد. او همچنین به عنوان مدیر حساب تبلیغات در یواس‌ای تودی کار کرد.
در سال ۲۰۰۴، گیدین به فریپورت، ماین نقل مکان کرد. در اکتبر ۲۰۰۹، وی کرسی شورای شهر فریپورت را به دست آورد. وی تا سال ۲۰۱۲ خدمت کرد و از سال ۲۰۱۱ نایب رئیس شورا بود.